# Chiesa di Santa Gertrude (Kaunas)
La chiesa di Santa Gertrude (in lituano: Šv. Gertrūdos bažnyčia) si erge nella parte vecchia della città di Kaunas ed è una delle più antiche chiese gotiche della Lituania costruita in mattoni.

## Storia
Non si conosce con certezza quando venne innalzata; si pensa che sia stata costruita nel Quattrocento. A metà del Cinquecento al corpo principale della chiesa venne aggiunta la torre campanaria. Durante la guerra russo-polacca (1654-1667) la chiesa venne danneggiata e venne restaurata solo nel 1680. 
Nel 1782 la chiesa fu abbandonata fino al 1796, anno in cui fu rinnovata e al suo interno venne installato un organo. Danneggiata nuovamente dal fuoco nel 1812, la chiesa venne affidata all'ordine della Sorelle della Carità fino al 1864. Alterne vicende fecero seguito finché con l'occupazione Sovietica questo luogo di culto fu chiuso. 
Nel 1992 la chiesa di Santa Gertrude venne riaperta con un annesso monastero.